# Flo Mega
Flo Mega (* 7. Dezember 1979 in Bremen; bürgerlich Florian Bosum) ist ein deutscher Soul-Sänger aus Bremen. Sein Künstlername, der sich aus dem Beginn seines Vornamens „Flo“(-rian) und dem letzten Buchstaben des griechischen Alphabets Ω = „Omega“ zusammensetzt, stammt aus seiner Zeit als Hip-Hop-Künstler.

## Leben

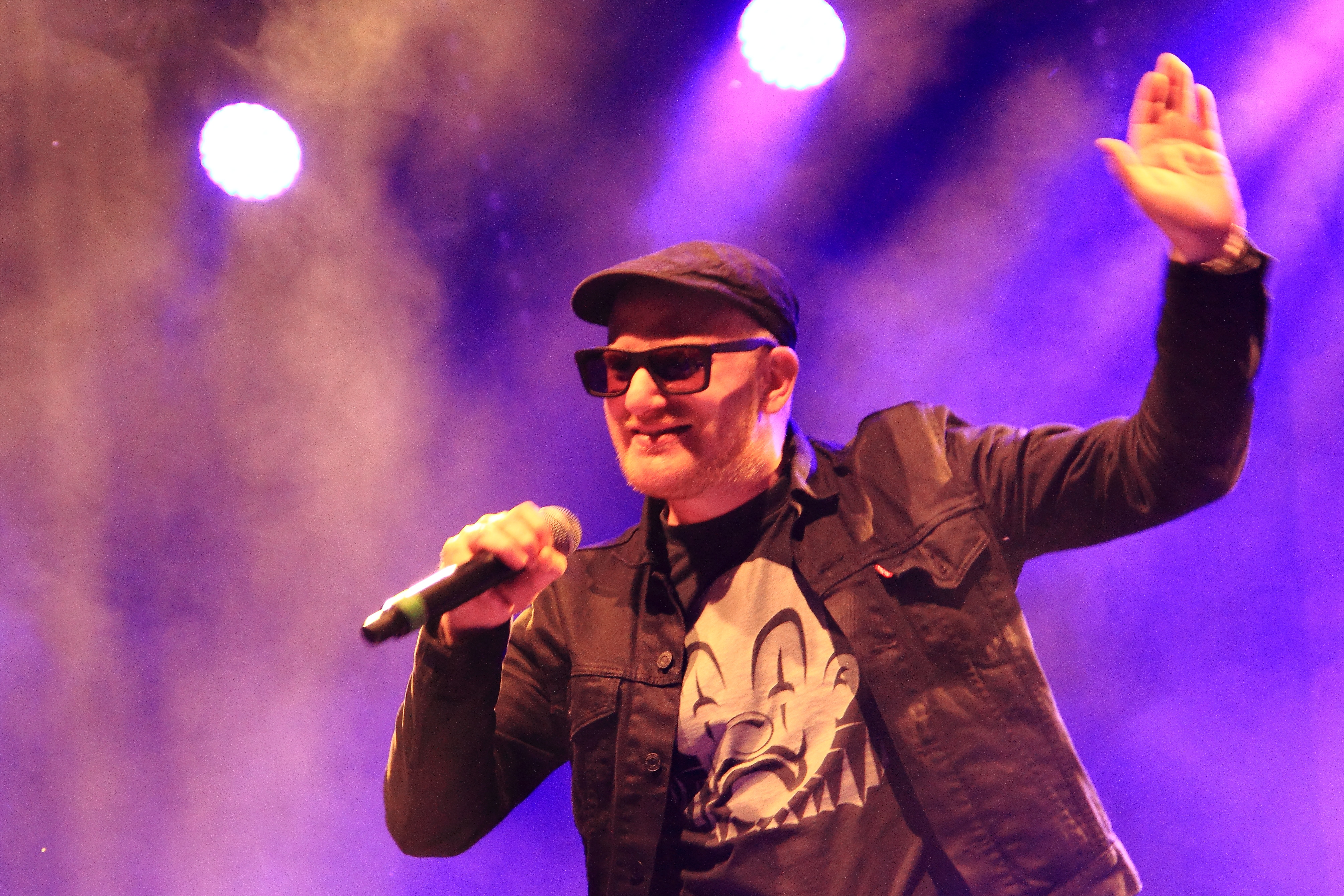
Flo Mega mit Rolf Stahlhofens Benefizprojekt Water Is Right auf dem TFF Rudolstadt 2014

Mit Hip-Hop begann Flo Megas musikalische Laufbahn in seiner Heimatstadt Bremen. Zusammen mit lokalen Größen wie FlowinImmO oder Zentrifugal nahm er Platten auf. Er studierte an der Hochschule für Künste Bremen. Seine Musik kann als deutschsprachiger Soul im Stil der 1960er und 1970er Jahre bezeichnet werden.
Seit 2007 arbeitet Flo Mega mit der Berliner Soul- und Funkband Ruffcats zusammen. 2010 unterschrieb er einen Plattenvertrag bei dem Label Homeground Records von Four Music. Im Oktober 2010 erschien die EP Filmriss, die fünf deutschsprachige Soul-Tracks enthält. 2011 veröffentlichte Flo Mega sein Debütalbum Die wirklich wahren Dinge. Mit dem darauf enthaltenen Lied Zurück erreichte er den zweiten Platz beim Bundesvision Song Contest 2011. Beide Tonträger wurden von Kraans de Lutin produziert.
Ende 2011 tourte er mit den Ruffcats durch Deutschland, Österreich und die Schweiz. Er trat in Fernsehshows wie Schlag den Raab oder Inas Nacht auf. Die Zuhörer des Bremer Radiosenders Bremen Vier wählten sein Album Die wirklich wahren Dinge zum „Album des Jahres 2011“.
Am 24. Januar 2014 veröffentlicht er sein zweites Studioalbum Mann über Bord. Im September desselben Jahres nahm er mit Nico Suave und dem Lied Gedicht am Bundesvision Song Contest teil. Für den Sampler Lauter Werder zum 120. Geburtstag des SV Werder Bremen trug er ein Lied über deren ehemaligen linken Verteidiger Jonny Otten bei.
Flo Mega wohnt in Bremen und zeitweise am Niederrhein in Krefeld.

## Diskografie

### Studioalben
- 2011: Die wirklich wahren Dinge
- 2014: Mann über Bord
- 2019: Bäms!
- 2022: Über das Grau
- 2025: Mega D (mit Thomas D)

### EPs
- 2010: Filmriss
- 2012: Die wirklich wahren Dinge
- 2012: Noodles (mit Twit One)
- 2013: Ich bin raus
- 2014: Blume
- 2016: Zebra EP
- 2016: Luxus EP
- 2022: Kellerparty EP

### Singles
- 2011: Zurück
- 2014: Hinter dem Burnout
- 2014: Gedicht (Nico Suave feat. Flo Mega)
- 2014: Ich trink auf dich (Mark Forster feat. Flo Mega)
- 2014: Echo (Silla feat. Flo Mega)
- 2017: Sich leben trauen (Horst Hansen Trio feat. Flo Mega)
- 2019: Der Apfel fällt (Fiva & Flo Mega)
- 2019: Mehr Respekt (Akku leer) (mit The KBCS)
- 2020: Das Beste in Dir (feat. Golow)